# Otto Lilienthal
Otto Lilienthal (ur. 23 maja 1848 w Anklam, zm. 10 sierpnia 1896 w Berlinie) – niemiecki konstruktor i pilot pierwszych szybowców. Był autorem 18 projektów maszyn latających.
Wedle dostępnych źródeł był on pierwszym człowiekiem, który wzbił się w powietrze za pomocą skonstruowanego przez siebie szybowca. Jego spostrzeżenia oraz efekty badań dotyczących lotnictwa miały ogromny wpływ na sposób konstruowania i wyglądu skrzydeł nośnych samolotu. Jego berlińska firma produkująca tzw. „powszechny aparat szybowcowy” (niem. Normalsegelapparat) była pierwszym zakładem wytwarzającym gotowe maszyny lotnicze. Pomysły oraz uwagi Ottona Lilienthala dotyczące paralotnictwa zostały wykorzystane i rozwinięte przez braci Wright. Na jego cześć przyznawany jest medal za wybitne osiągnięcia w szybownictwie. Nazwiskiem badacza nazwano port lotniczy Berlin-Tegel. Otto Lilienthal jest także autorem książki „Lot ptaka jako podstawa sztuki latania” (niem. Der Vogelflug als Grundlage der Fliegekunst) opublikowanej w 1889 roku. Zawiera ona pierwsze szkice aparatów latających, które dwa lata później Lilienthal zaczął budować.

## Życie i praca
Otto Lilienthal był pierwszym z ośmiu dzieci kupca Gustava Lilienthala i jego żony Carolin, ur. Pohle. Prababką od strony ojca była Charlotte von Tigerström, ur. von Balthasar – prawnuczka greifswaldzkiego burmistrza Heinricha Balthasara. Pięcioro z rodzeństwa Ottona zmarło w wieku od kilku miesięcy do paru lat. Ojciec badacza był uzdolniony w zakresie matematyki oraz fizyki, natomiast matka studiowała w Berlinie i Dreźnie muzykę. Kiedy rodzina popadła w problemy finansowe, zdecydowano się na emigrację do Ameryki. Nagła śmierć ojca przekreśliła te plany. W czasie tym Otto Lilienthal miał dwanaście lat. Po śmierci małżonka Carolin podejmowała się wielu zajęć, aby umożliwić dzieciom uzyskanie jak najlepszego wykształcenia. Jej synowie: Otto i Gustav Lilienthalowie uczęszczali od 1856 roku do gimnazjum w Anklam. Do grona ich nauczycieli należał m.in. Gustav Spörer. Próby i eksperymenty lotnicze oraz studia nad techniką lotu ptaka Ottona Lilienthala rozpoczęły się właśnie w tym okresie.

## Wykształcenie

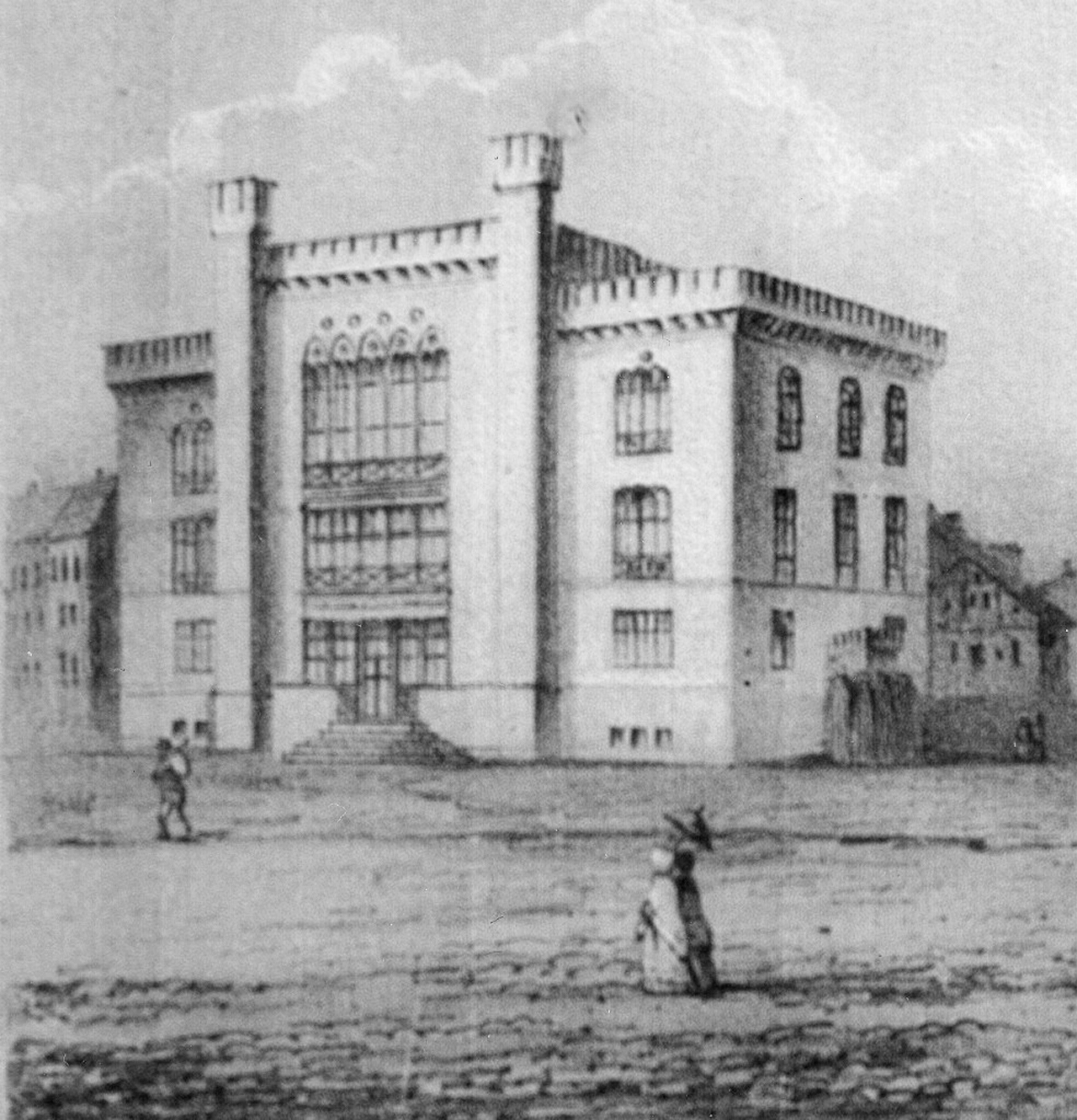
Gimnazjum w Anklam

Otto Lilienthal od 1864 roku uczęszczał do poczdamskiej szkoły rzemieślniczej. Po dwóch latach nauki rozpoczął on praktykę w berlińskiej fabryce maszyn Schwarzkopff. Młody badacz mieszkał w tym czasie u ludzi, którzy wynajmowali pracownikom zarobkowym swoje łóżka na godziny (niem. Schlafbursche). Otto Lilienthal dzielił tym czasie swoje miejsce noclegowe z woźnicą wózków i dorożki. Pomiędzy 1867 i 1868 bracia Lilienthal wybudowali w Anklam eksperymentalne urządzenie do wytwarzania siły wznoszenia za pomocą uderzeń skrzydeł. Efektem przeprowadzonych wtedy testów było uniesienie w powietrze balastu o masie 40 kilogramów. Był to początek do dalszych eksperymentów w tym zakresie. Zależność pomiędzy siłą wznoszenia i prądem powietrza nie była jeszcze opisana przez fizyków.

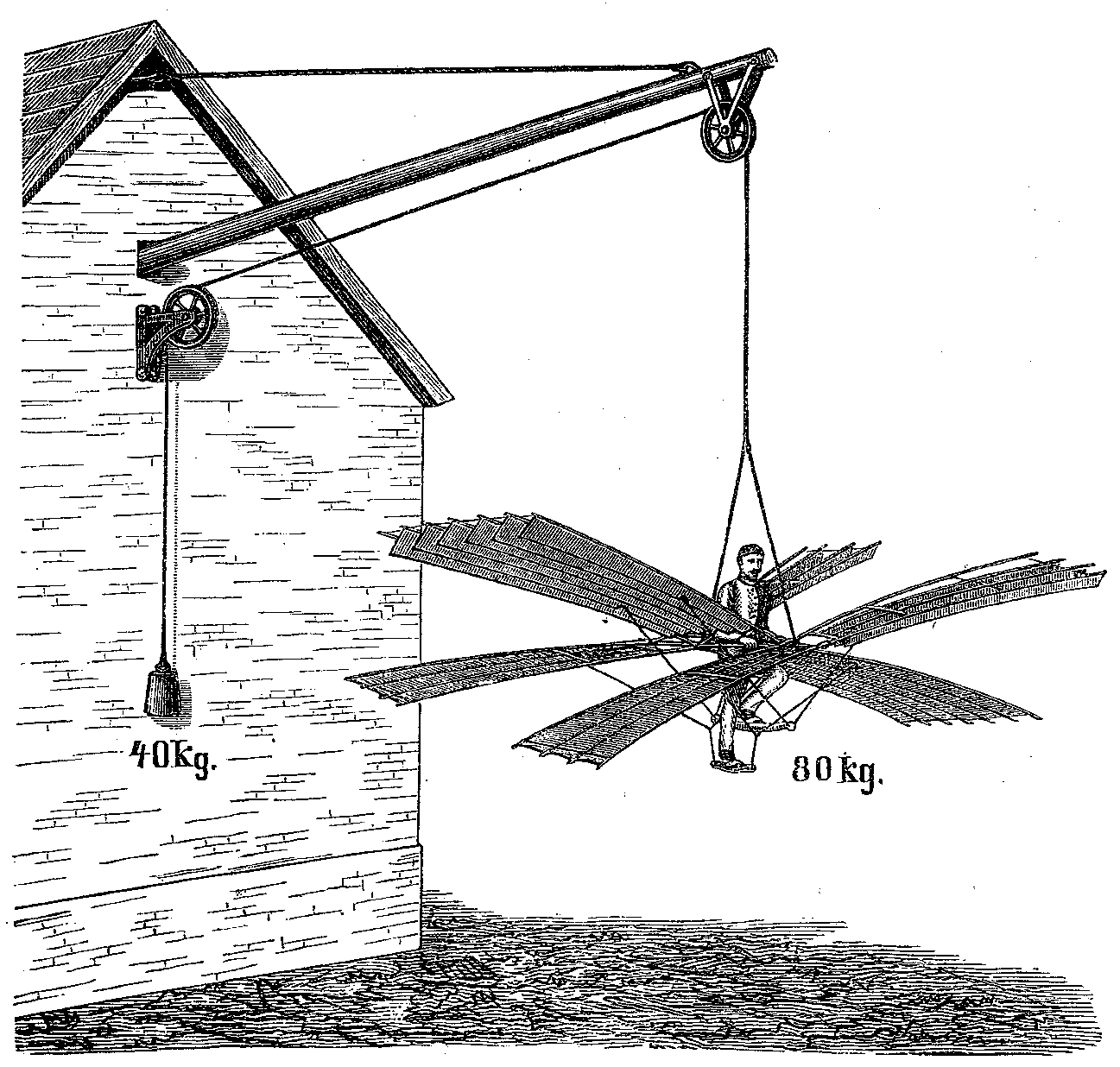
Wynalazek Ottona Lilienthala

Ową problematykę próbował w swoich badaniach poruszyć Hermann von Helmholtz, który w 1873 roku wygłosił wykład na Pruskiej Akademii Nauk, w którym stwierdził, iż „niemal nieprawdopodobnym jest, aby człowiek za pomocą własnych mięśni był w stanie wzbić się w powietrze i utrzymać się w locie”. Stwierdzenie naukowca zostało opacznie zrozumiane przez wielu jako kategoryczne wykluczenie takowej możliwości.
W listopadzie 1867 roku Otto Lilienthal rozpoczął studia na Akademii Gospodarczej w Berlinie prowadzonej przez Franza Reuleaux, a następnie na Uniwersytecie Technicznym Charlottenburg. Jako wybitny student otrzymał szybko stypendium, dzięki któremu jego sytuacja materialna uległa poprawie. Z czasem jego lotnicze ambicje zostały zauważone oraz docenione na uczelni. Po ukończeniu studiów w 1870 roku Otto Lilienthal przyjął propozycję Reuleaux, aby zostać jego asystentem. W liście z okresu wojny niemiecko-francuskiej, w której wziął on udział jako „jednoroczny ochotnik”, młody jeszcze naukowiec donosił swojemu bratu o balonach, które opuszczały oblężony Paryż.

## Droga do samodzielności finansowej
Pierwsze próby braci, aby zarabiać pieniądze na tym, czym się zajmują, okazały się bezowocne. Zgłoszony przez nich patent na silnik na gorące powietrze nie przyniósł oczekiwanego zysku, a opatentowana maszyna do płukania w kopalniach, choć doczekał się uznania i zastosowania (seryjna produkcja wynalazku), to jednak nie w macierzystym przedsiębiorstwie Lilienthalów.

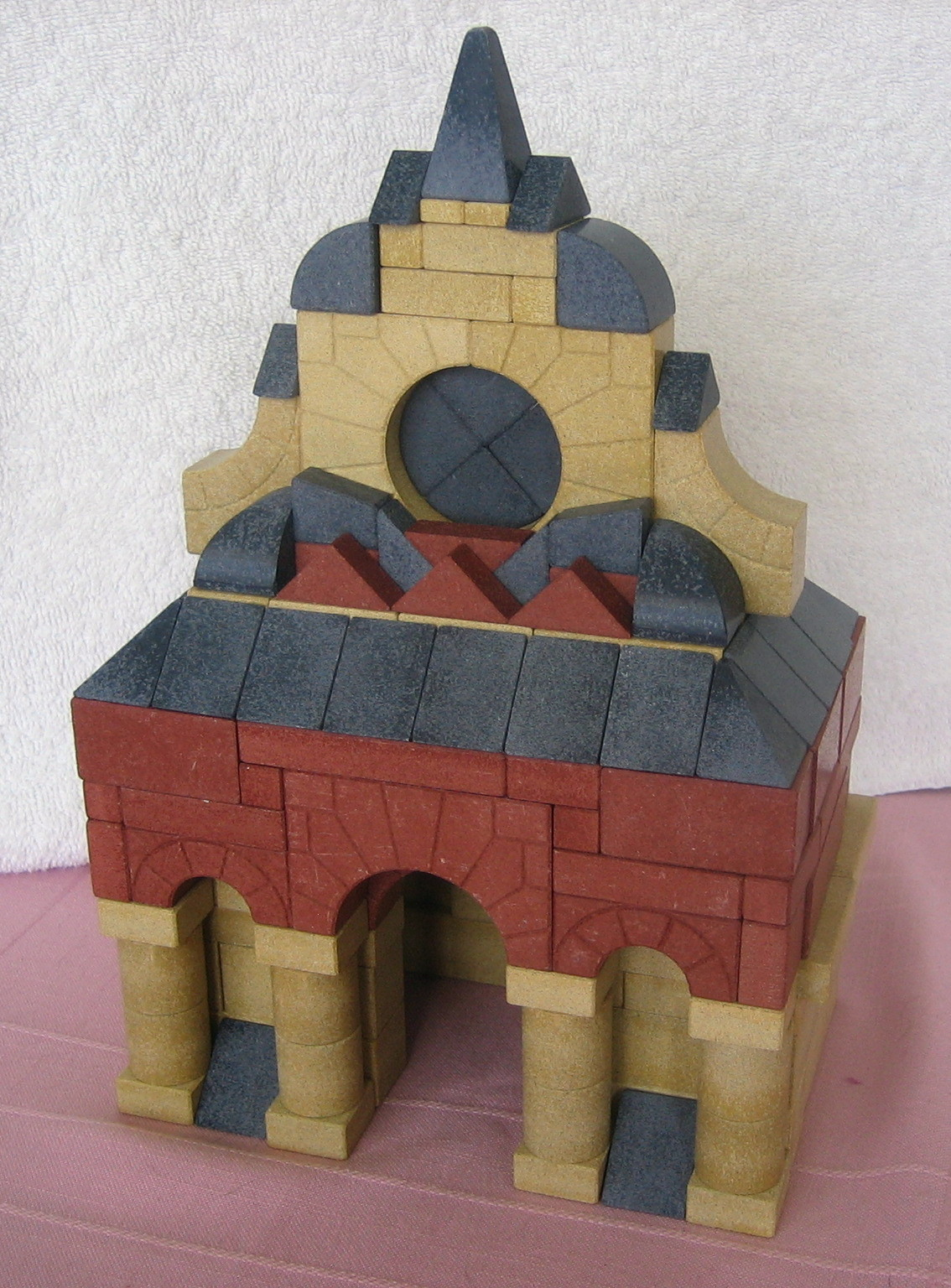
Klocki Lilienthala

W dniu 11 czerwca 1878 Otto poślubił w Döhlen (obecnie Freital) Agnes Fischer, córkę górnika, z którą miał czwórkę dzieci. W 1879 roku przyszedł na świat jego pierwszy syn. W tym samym roku wynalazł on ze swoim bratem klocki do składania dla dzieci. Były one wykonane z kamienia i miały pasujące do siebie krawędzie. Dalsze prace nad projektem musiały zostać zaprzestane ze względu na małe zyski ze sprzedaży. Friedrich A. Richte zakupił prawo do pomysłu braci i uczynił klocki (tzw. Anker-Steinbaukasten) znane na całym świecie i tym samym zapewnił im ciągłą produkcję do dziś. W 1881 roku Lilienthal zgłosił patent na kocioł parowy, który przyniósł mu długo oczekiwany sukces finansowy. W połączeniu z maszyną parową powstał lilienthalowski mały silnik, który od 1883 roku produkowany był w posiadanej przez niego firmie. Zakład szybko się rozrastał i w niedługim czasie zatrudniał 60 pracowników. Od 1894 roku zaczęto w nim wytwarzać „powszechny aparat szybowcowy“ (niem. Normalsegelapparat), co oficjalnie uznane zostało za pierwszą seryjną produkcję urządzeń latających na świecie. W 1890 roku pracownicy jego firmy brali udział w podziale zysku zakładu, którego 25% według przekonania właścicieli należało się im. Z tych środków zostały także w późniejszym czasie sfinansowane zakłady Carl-Zeiss-Werke i berlińska fabryka palet drewnianych Heinricha Freese. Przedsiębiorstwo Kotłów i Maszyn Parowych Otto Lilienthal funkcjonowała pod tą nazwą do końca pierwszej wojny światowej. Inspiracje dla swoich przedsięwzięć Lilienthalowe czerpali z pomysłów Moritza von Egidy’iego oraz Theodora Hertzki. Z jego listu do Egidy pochodzi słynna idea Lilienthala dotycząca wizji samolotu jako środka niezbędnego dla uzyskania wiecznego pokoju i porozumienia pomiędzy narodami. Ciekawym epizodem w działalności Lilienthalów było ich zaangażowanie w scenę ludową berlińskiego Teatru Ostenda, którego czasowo był dyrektorem, ale i aktorem oraz autorem spektakli.

## Na drodze do lotu człowieka - przygotowania teoretyczne

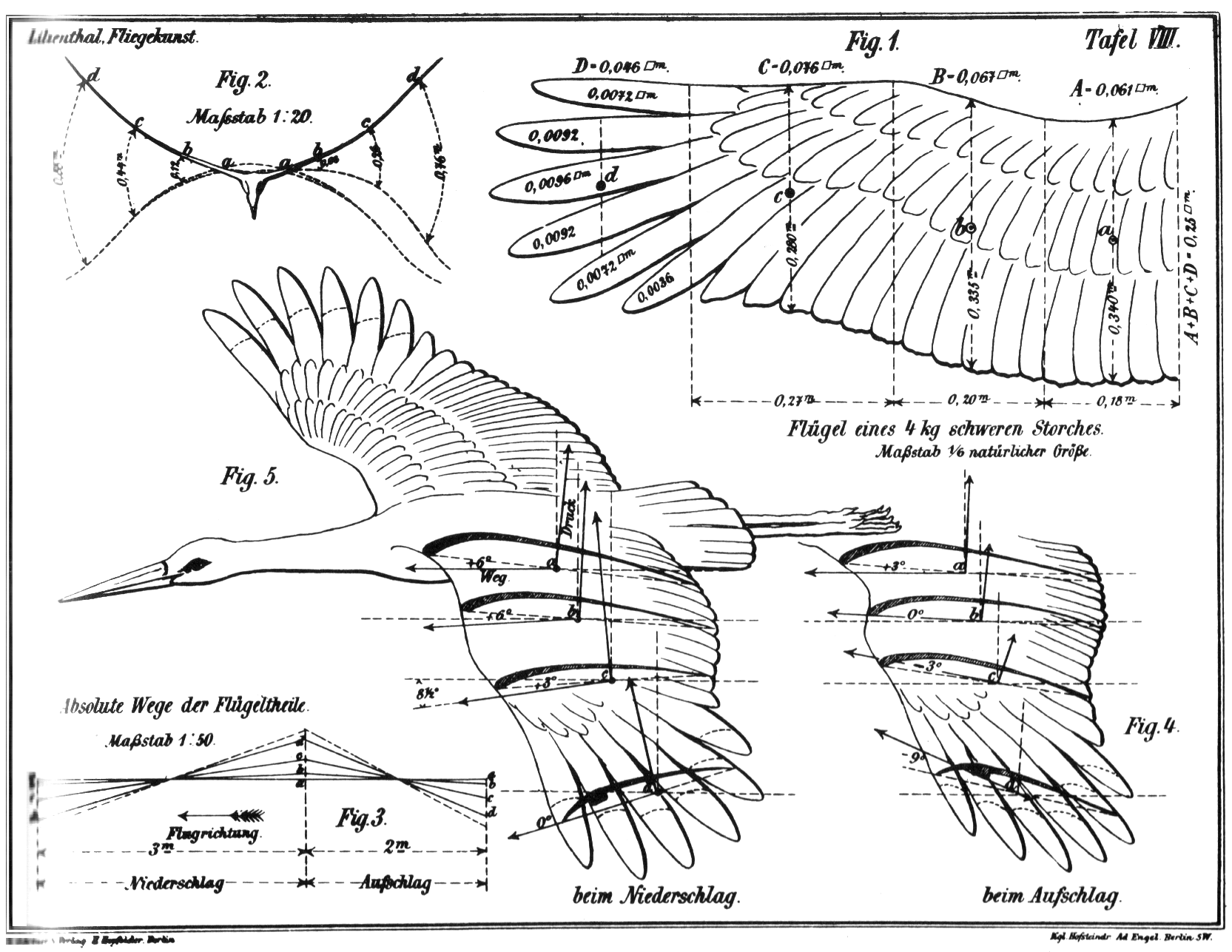
Szkice

Dnia 5 grudnia 1889 roku Otto Lilienthal wydał książkę pt. „Lot ptaka jako podstawa sztuki latania”, która uznawana jest do dziś za ważną publikację dotyczącą techniki latania w XIX wieku. Zainteresowanie publikacją w czasie jej wydania było znikome, bowiem w tym czasie faworyzowana była jeszcze zasada lotu „lżejszy od powietrza” bazująca na rozwoju lotnictwa balonowego jako wiodącego środka transportu. Otto Lilienthal opowiadał się przeciw temu i uważał, iż jest to błędne założenie, gdyż: „ludziom musi udać się szybować w powietrzu, potrzebują oni jedynie odpowiedniego oporządzenia, dzięki któremu ludzkie siły będą do tego wystarczające”. Badacz rozwijał swoją teorię na podstawie wyników własnych eksperymentów. Prawdopodobnie w 1881 roku ich efekty zostały wydane we Francji, podobnie jak książka autorstwa Louisa Mouillarda pt. „Królestwo Wiatrów“ (niem. „Das Reich der Lüfte“, fr. „L’empire de l’air). Bracia Lilienthal odkryli, że kształt skrzydeł odgrywa ważną rolę podczas lotu, gdyż : „sklepiona powierzchnia nośna wywołuje wielką siłę nośną”. Ich forma na podobieństwo ptasich skrzydeł nie była wtedy zbyt powszechna wśród konstruktorów maszyn latających. Bracia Wright w późniejszym czasie stwierdzili, że plany Ottona i Gustava były przez blisko dwie dekady najlepszymi, jakie zostały opracowane. Technika Lilienthalów („Od kroku do skoku, od skoku do lotu”) umożliwiła im ostatecznie udany lot szybowcowy. W Towarzystwie dla Wspierania Podróży Lotniczych (niem. Verein zur Förderung der Luftschiffahrt), którego członkami od 1886 byli bracia, objaśniali oni następujące swoje postępowanie: „nie ma nic bardziej przyśpieszającego działanie niż jednoczesna praca teoretyczna połączona z chęcią budowania maszyn latających. Z zasięgania rad oraz prób bez celu nie wynika nic dla sztuki lotniczej. Przejście pomiędzy teorią i praktyką powinno być w pełni zaplanowane oraz stopniowe”.

## Próby
Z chwilą publikacji swojej książki Otto Lilienthal postrzegał swoje teoretyczne fundamenty za wystarczające, aby przejść do praktycznych prób latania. W ich przeprowadzaniu Gustav Lilienthal nie brał udziału. Z tego powodu pierwszy lot człowieka jest przypisywany tylko Ottonowi, nawet jeśli jego brat brał udział w ich przygotowaniu. Do prób lotniczych Lilienthal wykorzystywał materiał z wełny (tzw. Schirting) naciągnięty na obramowania z drewna wierzbowego o rozpiętości od 6 do 10 metrów. Wysokość zbudowanych wtedy skrzydeł wynosiła 2,5 metra. Rozpięty na nich materiał miał ok. 14 m² powierzchni nośnej. W początkowej fazie prób Lilienthal testował różnego rodzaju techniki stania wobec wiejącego wiatru, a następnie podejmował próby lotu poprzez skoki ze skoczni w przydomowym ogrodzie. Od 1891 roku poszukiwał Lilienthal odpowiedniego „lotniska”, które znalazł w pobliżu Mühlenberga w okolicach Derwitz (dziś część miasta Werder). To tam doszło do pierwszego lotu na odległość 25 metrów. Każda z wykonanych wtedy prób wzbicia się była dokładnie oceniana, a następnie wykorzystywana do wprowadzania poprawek w sprzęcie. Na podstawie takiej analizy Lilienthal zwiększył stabilności powierzchni ogona samolotu (w pionie i poziomie).

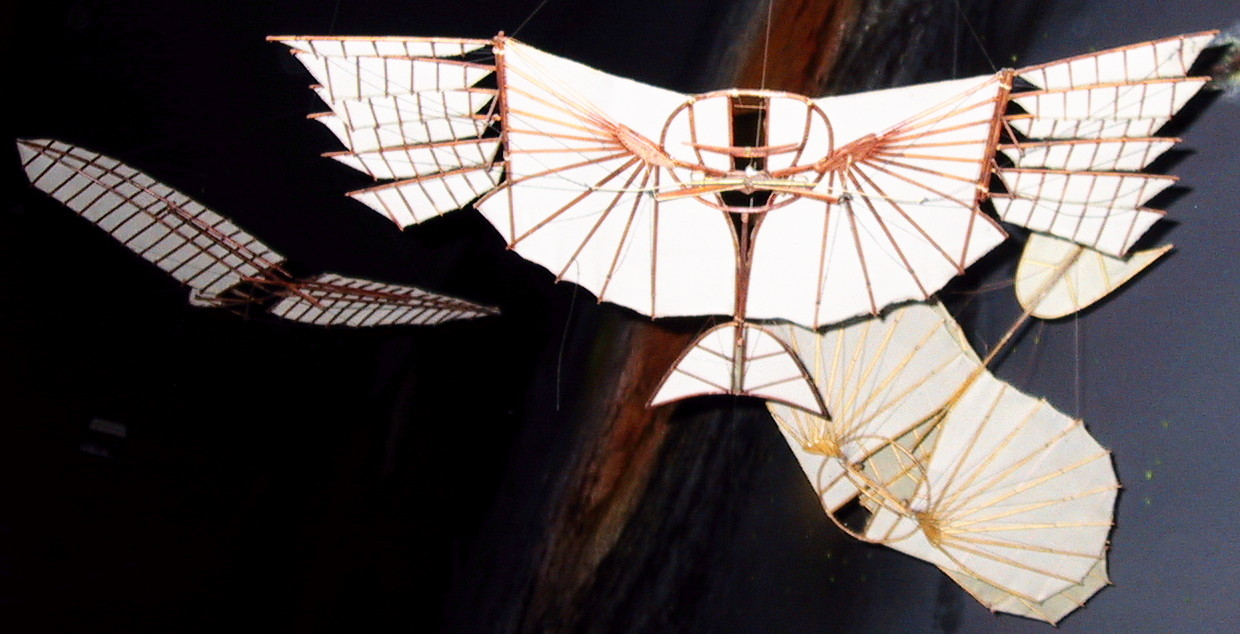
Modele

W 1892 roku nasyp z piasku w Rauhen Bergen (dzisiaj część berlińskiej dzielnicy w Steglitz), a także sztucznie utworzona „stacja lotnicza” w tej samej okolicy służyły badaczowi za miejsce treningowe. Od 1893 roku liczne wzgórza w Rhinower Bergen w okolicach Stölln (pomiędzy Rathenow i Neustadt an der Dosse) były także miejscem jego prób lotniczych. W 1894 roku Lilienthal zlecił usypanie 15-metrowego wzgórza w Lichterfelde (dawniej miejscowości pod Berlinem), które dziś określa się mianem Wzgórza Lotniczego. Otto Lilienthal zbudował w swoim życiu co najmniej 21 aparaty latające, w tym także ze skrzydłami. W 1894 roku rozpoczął on produkcję seryjną tzw. powszechnego aparatu szybowcowego. Od 1893 roku konstruował on także silnik napędowe do samolotów. W 1896 roku Lilienthal przygotowywał próbny model nowego samolotu, który jednak nie doczekał się swoich testów.

## Pierwszy lot człowieka
Lilienthal uznawany jest za „pierwszego lotnika ludzkości”. Owo określenie jest jednak problematyczne, ponieważ pierwsze znane urządzenia latające w postaci latawców wzbiły się w powietrze już przed 2000 lat. Z tego okresu nie są jednak znane sterowane urządzenia latające. Ojcem aerodynamiki nazywa się natomiast Anglika George’a Cayleya. Innym bardziej znanym kandydatem do miana „pierwszego lotnika” jest np. Albrecht Berblinger, tzw. „krawiec z Ulm”. Swoje próby na 20 lat przed Lillenthalem prowadził Jan Wnęk, jego sukcesy jako pioniera lotnictwa nie są jednak uznawane przez część historyków. Otto Lilienthal uznawany jest jednak za tego, który rozwiązał wszystkie problemy związane ze wzbiciem się w powietrze, jak i samym lotem. Był on bowiem pierwszym, który rzeczowo przetestował i opisał wszystkie dostępne kształty skrzydeł. Dodatkowo efekty swojej pracy kontrolował oraz publikował. Otto Lilienthal był też pierwszym, który swoje aparaty latające zaczął produkować, a następnie sprzedawać, dlatego w późniejszym czasie bracia Wright podkreślali wyraźnie jego zasługi dla rozwoju lotnictwa.

## Efekty

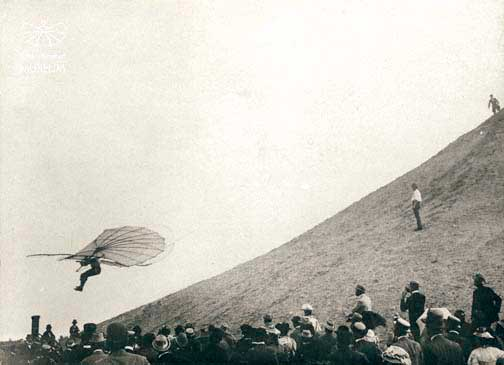
Lot Lilienthala

O lotach Lilienthala pisało się w Niemczech oraz poza ich granicami. Fotografie jego wyczynów znalazły się w pismach o charakterze naukowym oraz popularnym w wielu krajach. Do jego fotografów należeli m.in. Ottomar Anschütz, Richard Neuhauss i amerykański fizyk Robert William Wood. Lilienthal informował systematycznie Towarzystwo dla Wspierania Ruchu Lotniczego o efektach swoich prac. Jego artykuły regularnie ukazywały się w „Czasopiśmie dla Ruchu Powietrznego i Fizyki Atmosfery” (niem. „Zeitschrift für Luftschifffahrt und Physik der Atmosphär“). Publikował także na łamach popularnego tygodnika „Prometheus”. Tłumaczenia tekstów jego autorstwa ukazały się w USA, Francji oraz Rosji. Liczni goście z kraju i z zagranicy, m.in. Samuel Pierpont Langley z USA, Nikołaj Żukowski z Rosji, Percy Pilcher z Anglii oraz Wilhelm Kress z Austrii, przybywali specjalnie do Berlina, aby spotkać się z naukowcem. Żukowski napisał w jednym z czasopism o maszynie latającej wynalazcy, iż „było to największe odkrycie ostatnich lat w zakresie lotnictwa”. Lilienthal prowadził także bogatą korespondencję poświęconą technice lotniczej, m.in. z Octave Chanute, Jamesem Meansem, Aloisem Wolfmüllerem i innymi pionierami lotnictwa.

## Ostatni lot

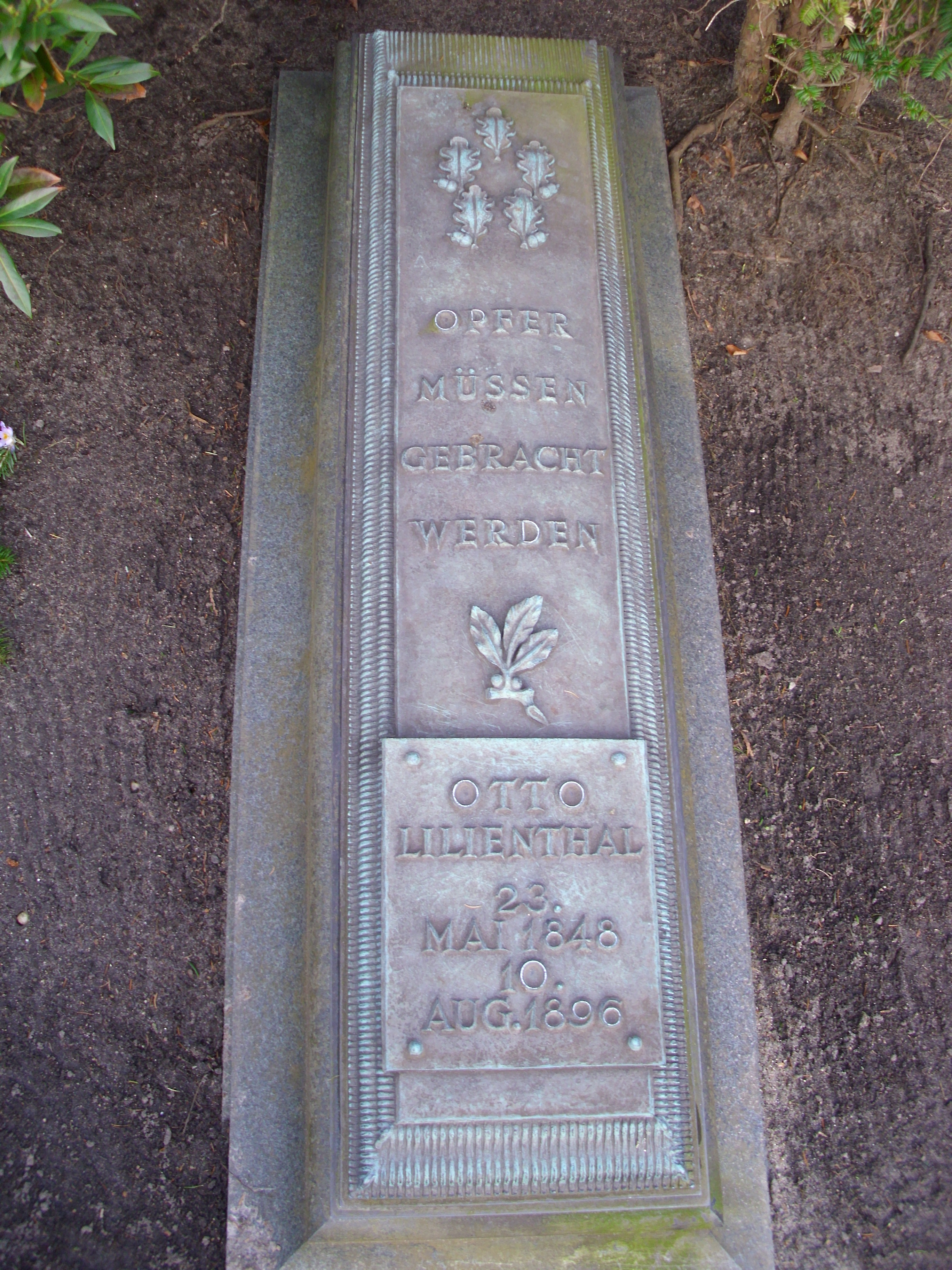
Grób Ottona Lilienthala

Dnia 9 sierpnia 1896 roku podczas prób lotniczych w okolicach Stölln am Gollenberg Lilienthal runął na ziemię z wysokości około 15 metrów, doznając złamania kręgosłupa. Przyczyną wypadku było powstanie tzw. komina termicznego. Tuż po wypadku przytomnego jeszcze Lilienthala przewieziono do lekarza w pobliskim Stölln, a potem do Berlina. Lilienthal miał wówczas powiedzieć: Pewne niewielkie poświęcenia należy ponieść. Bezpośrednim skutkiem zdarzenia była śmierć badacza dnia następnego. Wypadek ten został przypadkowo udokumentowany przez policjantów fotografujących dziedziniec pobliskiej fabryki. Po śmierci Lilienthala wielu pionierów lotnictwa (m.in. Octave Chanute oraz bracia Wright) kontynuowało prace nad jego pomysłami.

## Dziedzictwo, muzea i upamiętnianie

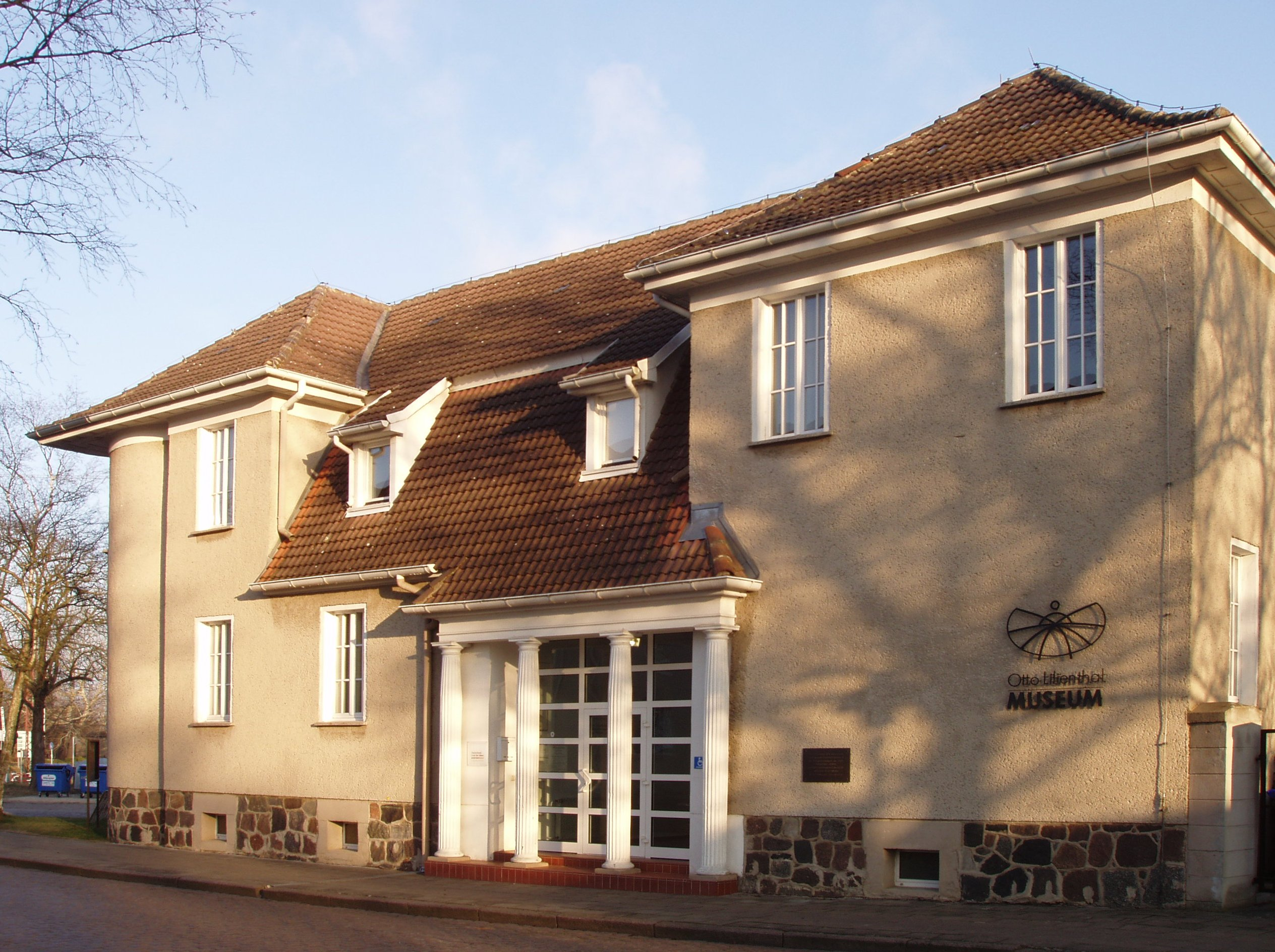
Otto-Lilienthal-Museum

Efekty pracy Lilienthala znajdują się w Muzeum Niemieckim, w Muzeum Ottona Lilienthala oraz w zbiorach różnych placówek naukowo-muzealnych. Oryginał aparatu lotniczego znajduje się w Muzeum Techniki w Wiedniu, Waszyngtonie (National Air and Space Museum), Moskwie (Muzeum Żukowskiego – CAGI, ros. ЦАГИ, akronim od Центральный аэрогидродинамический институт им. профессора Н. Е. Жуковского) i Londynie (Muzeum Nauki w Londynie). Jedna z kopii jego wynalazku znajduje się w „Domu Transportu Szwajcarii” (niem. Verkehrhaus der Schweiz) w Lucernie. Muzeum Ottona Lilienthala w Anklam prezentuje wystawę wszystkich aparatów lotniczych, urządzeń eksperymentalnych autorstwa tego wielostronnie uzdolnionego wynalazcy. Od 2011 roku w Stölln znajduje się Centrum Lilienthala z wystawą poświęconą jego życiu, pracy i budowie aparatów latających.

## Miejsce pochówku
Grób Ottona Lilienthala i jego żony Agnes znajduje się na berlińskim cmentarzu Lankwitz. Jest to tzw. pochówek honorowy na terenie kraju związkowego Berlin.

## Miejsca pamięci

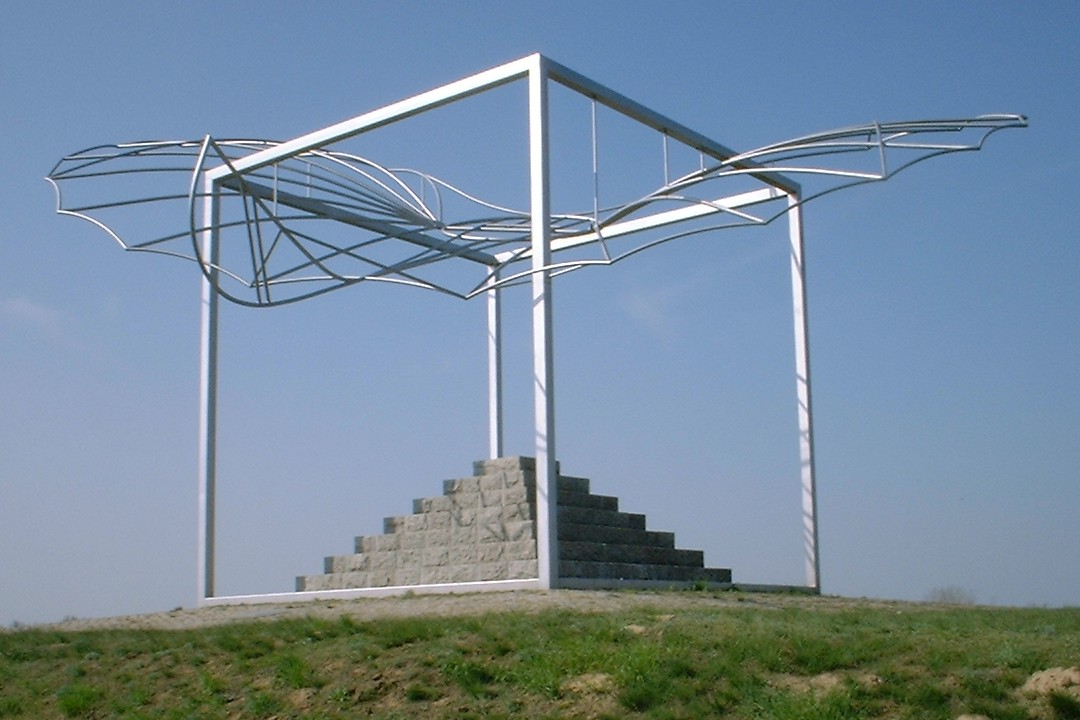
Pomnik Lilienthal w Krielow

W 1914 roku został otwarty kanał teltowski (niem. Teltowkanal) w Berlinie, który stał się pierwszym pomnikiem upamiętniającym Ottona Lilienthala. Jego autorem był Peter Brueuer. W dziele nawiązał on do motywu Ikara. W 1932 roku tzw. Fluegenberg w Lichterfelde został pod nadzorem Fritza Fremüllera przebudowany na miejsce pamięci o Lilienthalu. W mieście urodzenia wynalazcy – w Anklam w 1982 roku powstała wysoka na 16 metrów stella autorstwa Walthera Preika. W miejscu pierwszego lotu (Windmühlenberg pomiędzy Krielow i Derwitz) w 1991 roku postawiono pomnik autorstwa Wilfrieda Statta. Od maja 2006 roku pomnik na Köpernicker Straße w Berlinie jest jej punktem dominującym w okolicy. Znajduje się on w miejscu, w którym dawniej znajdowała się fabryka „Otto Lilienthal”. Dla upamiętnienia lądowania Lilienthala 23 października 1989 roku wykonano specjalny lot w okolicach Gollenbergu koło Stölln, który symbolicznie zakończył się w miejscu śmierci wynalazcy. Użyta podczas pokazu maszyna (nazwana została na cześć żony Otto – „Lady Agnes”) jest obecnie eksponatem muzealnym. Samolot ten jest własnością towarzystwa Otto-Lilienthal-Verein Stölln e.V., które od 1990 pracowało nad tym, aby obszar na którym Lilienthal prowadził swoje próby lotnicze uzyskał miano „krajobrazu kulturowego” (przestrzennego pomnika historii). Obecnie na tym terenie znajduje się Centrum Lilienthala z wystawą o nim znajdującą się w centrum Stölln.

## Pozostałe formy upamiętnienia
Jedną z form uhonorowania zasług Ottona Lilienthala było graficzne przedstawianie na znaczkach lub medalach popiersia albo aparatów lotniczych wynalazcy. Bardzo często wizerunek Lilienthala łączony bywał z motywem Ikara. Reinhard Mey wprowadził historię ostatniego lotu wynalazcy do swojej piosenki pt. „Marzenie Lilienthala” (niem. „Lilienthals Traum”), która znalazła się na albumie „Leuchtfeuer”. Udo Jürgens poświęcił Lilienthalowi utwór „Leć, leć do słońca” (niem. „Flieg, Flieg in die Sonne”) z 1991 roku, który znalazł się na albumie „Geradeaus”. Innym artystycznym nawiązaniem do wypadku lotniczego „pierwszego lotnika” była piosenka zespołu Coppelius pt. „Lilienthal”. Szwajcarski scenarzysta teatralny Marc Brunner wykorzystał historię życia Lilienthala jako podstawę do stworzenia sztuki teatralnej pt. „Przeciwny wiatr” (niem. „Gegenwind”).

## Otto Lilienthal jako patron

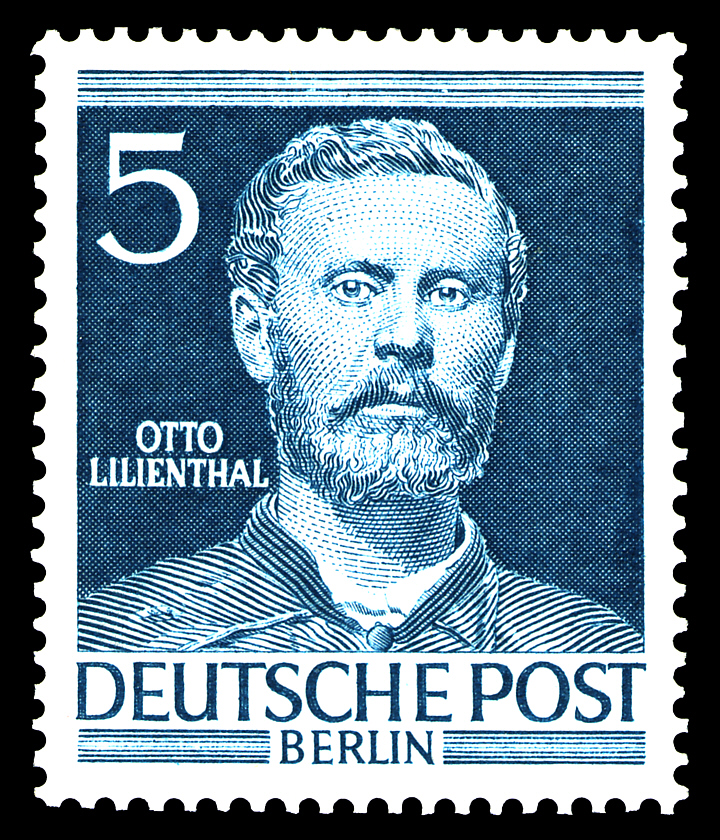
Znaczek pocztowy

Dnia 7 czerwca 1988 berlińskie lotnisko Tegel otrzymało dodatkowy człon w swojej nazwie – „Otto Lilienthal”. W wielu miejscowościach ulice i place nazwane zostały na cześć wynalazcy. Również towarzystwa lotnicze przyjmują chętnie jego imię, uczyniło tak m.in. Niemieckie Towarzystwo dla Transportu Lotniczego i Przestrzeni Kosmicznej (niem. Deutsche Gesellschaft für Luft- und Raumfahrt). Niemiecki Wojskowe Siły Lotnicze (Luftwaffe) nazwały jego imieniem samolot medyczny Airbus A310 MRT. Także koszary wojskowe (lotnictwo) w środkowofrankońskim Roth nazwane zostały jego nazwiskiem. Również wiele szkół, jak i gimnazjów w Anklam i Berlinie-Lichterfelde noszą jego imię. Wiele tytułów i odznaczeń nosi imię tego znanego lotnika, m.in. medal przyznawany przez Niemieckie Towarzystwo dla Transportu Lotniczego i Przestrzeni Kosmicznej. Podobne odznaczenia przyznają Niemiecki Klub Lotniczy za zasługi w rozwój sportów lotniczych, a Lilienthalpreis-Stiftung Berlin-Brandenburg wręcza nagrodę na innowacyjne rozwiązania w zakresie lotnictwa. Kraj związkowy Meklemburgia-Pomorze Przednie posiada nagrodę Otto-Lillienthal-Designpreis.

## Pisma
- Otto Lilienthal, „Lot ptaka jako podstawa sztuki latania. Wykład o technice lotów”, (Berlin 1889), Friedland 2003.
- Otto Lilienthal (pseudonim Carl Pohle), „Nowoczesny rycerz-rozbójnik. Obrazy z życia. Historia na podstawie prawdziwych wydarzeń” (niem. Moderne Raubritter. Bilder aus dem Leben. Nach wahren Begebenheiten bearbeitet für die Bühne von Otto Lilienthal), Berlin 1896.

## Patenty
Obecnie znane są 24 patenty, które przypisuje się Ottonowi Lilienthalowi. Pośród nich tylko 4 mają bezpośredni związek z samolotami. Większość z nich dotyczy bezpiecznych pieców na parę wodną oraz małych maszyn parowych. Wśród tych patentów są jednak i wynalazki Gustava Lilienthala, które to jednak Otto opatentował.